# Henri de Battenberg
Henri Maurice de Battenberg (en allemand : Heinrich Moritz von Battenberg et en anglais : Prince Henry of Battenberg), prince de Battenberg, est né le 5 octobre 1858 à Milan, dans le royaume lombardo-vénitien, et mort le 20 janvier 1896 sur le HMS Blonde, près des côtes de Sierra Leone. Issu d'une branche morganatique de la maison de Hesse, c'est un militaire germano-anglais. Il est également gouverneur de l'île de Wight de 1889 à 1896

## Famille
Fils de Alexandre de Hesse et de Julia von Hauke, titrée princesse de Battenberg. En 1885, il épousa Béatrice du Royaume-Uni (Saxe-Cobourg-Gotha). Du mariage de Béatrice et d'Henri naissent quatre enfants :
- Alexandre Mountbatten (1886-1960), prince de Battenberg puis 1er marquis de Carisbrooke, qui épouse Lady Irene Denison (1890-1956) ;
- Victoria-Eugenie de Battenberg (1887-1969), princesse de Battenberg, qui épouse le roi Alphonse XIII d'Espagne (1886-1941) ;
- Léopold Mountbatten (1889-1922), prince de Battenberg puis Lord Mountbatten ;
- Maurice de Battenberg (1891-1914), prince de Battenberg.

Par sa fille Victoria-Eugénie, il est notamment l'ancêtre du roi Philippe VI d'Espagne (1968) et du prétendant légitimiste français Louis-Alphonse de Bourbon (1974).

## Biographie

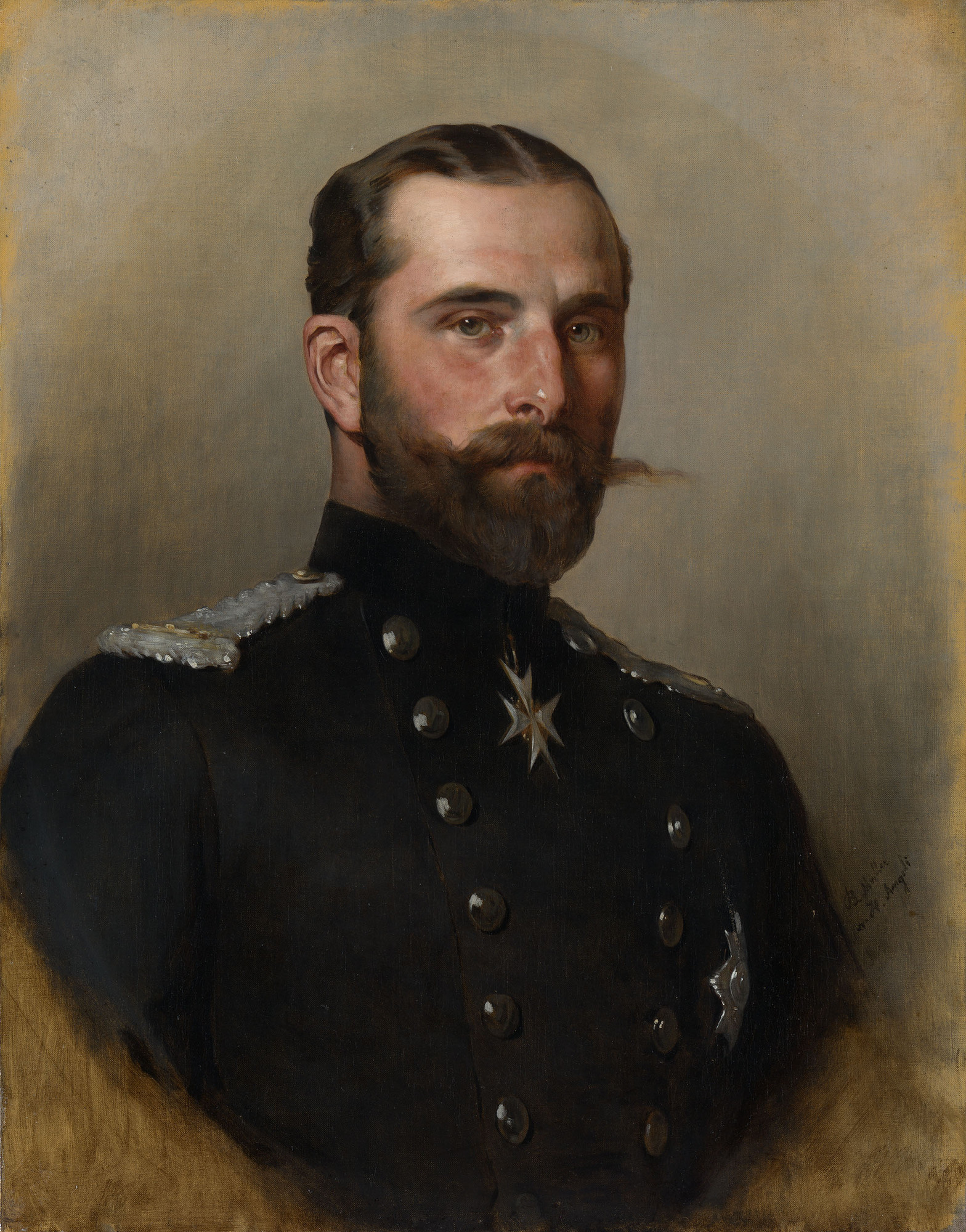
Prince Henri de Battenberg (1901) par Bertha Müller, Osbourne House